# Сценарій
Сценарій — літературно-драматичний твір, написаний як основа для постановки кіно- або телефільму. Сценарій в кінематографі, як правило, нагадує п'єсу і детально описує кожну сцену і діалоги персонажів з ремарками. Іноді сценарій являє собою адаптацію окремого літературного твору для кінематографа, іноді в цьому випадку автор роману буває і автором сценарію (сценаристом).
Сценарист — це людина, яка пише сценарій до фільму. Іноді в написанні одного і того ж сценарію бере участь кілька сценаристів, перш ніж режисер вибере кращий варіант. Необов'язково автор книги пише сценарій при її екранізації. Ця робота зазвичай віддається сценаристу, а автор твору, при можливості є співавтором сценарію або консультантом.